# 凤垟乡
凤垟乡是中华人民共和国浙江省温州市泰顺县下辖的一个乡。
2016年9月8日，浙江省人民政府批复同意调整泗溪镇管辖范围，增设凤垟乡，乡政府驻凤兴路66号。

## 行政区划
凤垟乡下辖以下村级行政区划单位：
梨搝垟村、李垟村、梧桐垟村、三门垟村、洲路村、西溪村和三星村。